# Einherjer (banda)
Este artículo se refiere al grupo de Viking Metal. Para otros significados de la palabra ver: Einherjer (desambiguación)
Einherjer es un grupo de metal procedente de Noruega. El nombre "Einherjer" está tomado de la mitología nórdica, el Einherjer es la vida de los vikingos después de su muerte. Cuando un vikingo muere en batalla, es llevado hasta el Valhalla por las Valquirias, para que se unan al ejército de Einherjers y así, ayuden a los dioses en su lucha contra los gigantes en la era del Ragnarök. Se formaron en 1993 hasta su separación en 2004, en 2008 anuncian su regreso a los escenarios publicando varios álbumes posteriores a su regreso a la música y actualmente la banda tiene contrato con el sello discográfico Napalm Records, el cual lanzó su disco más reciente de nombre North Star.

## Miembros
- Askel Herløe - Guitarra
- Gerhard Storesund - Batería
- Frode Glesnes - Voz y Guitarra

## Discografía

### Álbumes
- Leve Vikingånden - 1995
- Aurora Borealis - 1996
- Dragons Of The North - 1996
- Far Far North - 1997
- Odin Owns Ye All - 1998
- Norwegian Native Art - 2000
- Blot - 2003
- Norrøn - 2011
- Av Oss, For Oss - 2014
- Dragons of The North - 2016-Regrabación por el aniversario número 20 de su lanzamiento
- Norronen Spor - 2018
- North Star - 2021 (Napalm Records).